# Монеты Венгерской и Хорватской революций 1848—1849 годов
В ходе Венгерской революции 1848—1849 годов венгерские повстанцы начали чеканить свою монету поначалу из-за нехватки оборотных монет, так как их поставка из Австрии была прекращена, а в дальнейшем чеканили собственные деньги как символ независимости. Аналогичная чеканка имела место в Хорватии, но только в качестве чрезвычайных денег, так как Хорватия не стремилась к независимости.

## Венгерские монеты
Императрица Мария-Терезия чеканила для Венгрии монеты с дизайном, отличным от австрийских, однако эта практика была прекращена при последующих императорах.
В 1848 были отчеканены серебряные монеты в 10 и 20 крейцеров с портретом императора Фердинанда, а также медная монета 1 крейцер с гербом Венгрии. В 1849 году были отчеканены монеты 1, 3 и 6 крейцеров с гербом Венгрии, без упоминания Фердинанда. На реверсе крупных монет изображена Дева Мария с младенцем Иисусом — традиционное изображение на венгерских медальонах. На монетах стоят отметки монетных дворов NB (Надьбанья) или KB (Кремница), что отличало их от традиционных меток на австрийских монетах (как постановила Мария-Терезия в 1766 г., монетный двор Надьбанья использовал знак G, Кремница — B). Однако вскоре металлические монеты исчезли из оборота, их заменили банкноты.
| Монета                                                 | Монета           | Номинал          | Технические данные | Технические данные | Технические данные | Описание         | Описание | Описание                                                                           | Даты             |
| Аверс                                                  | Реверс           | Номинал          | Диаметр            | Масса              | Состав             | Гурт             | Аверс | Реверс                                                                             | Год чеканки      |
| Оборотные монеты                                       | Оборотные монеты | Оборотные монеты | Оборотные монеты   | Оборотные монеты   | Оборотные монеты   | Оборотные монеты | Оборотные монеты                                                                                               | Оборотные монеты                                                                   | Оборотные монеты |
| ------------------------------------------------------ | ---------------- | ---------------- | ------------------ | ------------------ | ------------------ | ---------------- | --- | ---------------------------------------------------------------------------------- | ---------------- |
|                                                        |                  | 1 крейцер        | 26 мм              | 8,8 г              | Cu                 |                  | MAGYAR KIRÁLYI VÁLTÓ PÉNZ· (венгерская королевская разменная монета), малый герб Венгрии с короной св. Иштвана | Номинал, год                                                                       | 1848.            |
|                                                        |                  | 1 крейцер        | 26 мм              | 8,8 г              | Cu                 |                  | MAGYAR KIRÁLYI VÁLTÓ PÉNZ· (венгерская королевская разменная монета), малый герб Венгрии с короной св. Иштвана | Номинал, год, монетный двор                                                        | 1849.            |
|                                                        |                  | 3 крейцера       | 32 mm              | 25,7 g             | Cu                 |                  | MAGYAR KIRÁLYI VÁLTÓ PÉNZ·, малый герб с короной, номинал                                                      | Номинал, год, монетный двор                                                        | 1849.            |
|                                                        |                  | 6 крейцеров      | 20 мм              | 2,227 г            | 437 ‰ Ag 563 ‰ Cu  |                  | MAGYAR KIRÁLYI VÁLTÓ PÉNZ·, малый герб с короной, номинал                                                      | Номинал, год, монетный двор                                                        | 1849.            |
|                                                        |                  | 10 крейцеров     | 21,95 мм           | 3,898 г            | 500 ‰ Ag 500 ‰ Cu  |                  | V·FERD·MAGY·H·T·ORSZ· KIRÁLYA ERD·N·FEJED·1, Фердинанд V, монетный двор                                        | SZ·MÁRIA IST·ANNYA MAGY·OR·VÉDŐJE·2, Святая Мария, Богородица, номинал, год        | 1848.            |
|                                                        |                  | 20 крейцеров     | 26,34 мм           | 6,682 г            | 583 ‰ Ag 417 ‰ Cu  |                  | V·FERD·MAGY·H·T·ORSZ· KIRÁLYA ERD·N·FEJED·1, Фердинанд V, монетный двор                                        | SZ·MÁRIA IST·ANNYA MAGY·OR·VÉDŐJE·2, Святая Мария, Богородица, номинал, год        | 1848.            |
| «Торговая монета»                                      |                  |                  |                    |                    |                    |                  | |                                                                                    |                  |
|                                                        |                  | 1 дукат          | 20,5 мм            | 3,490 г            | 986 ‰ Au 14 ‰ Cu   |                  | V·FERD·MAGY·H·T·ORSZ· KIRÁLYA ERD·N·FEJED·, стоящая фигура Фердинанда V                                        | SZ·MÁRIA IST·ANNYA MAGY·OR·VÉDŐJE·, Мадонна, малый герб с короной Св. Иштвана, год | 1848.            |
| Масштаб: 2,5 пиксела на фотографии соответствуют 1 мм. |                  |                  |                    |                    |                    |                  | |                                                                                    |                  |

### «Шпионские монеты»

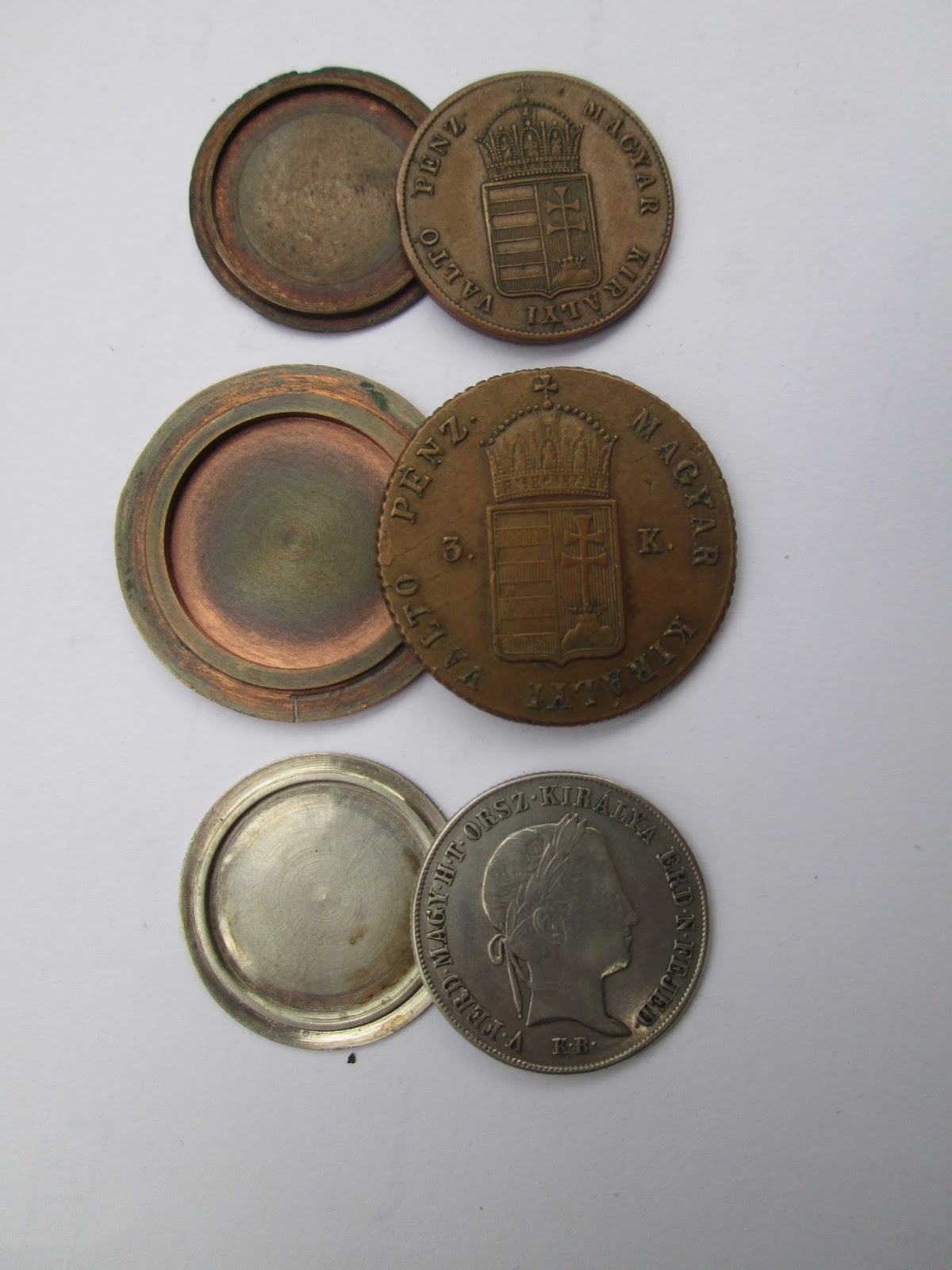
«Шпионские монеты» 1, 3 и 20 крейцеров

Во время революции возник особый вид монет, так называемые «шпионские монеты» или «винтовые монеты» (по мнению других специалистов, они использовались в период сразу после поражения революции). Это были монеты, искусственно разделённые на две части, чтобы между ними можно было прятать сообщение. От настоящих монет их отличала только меньшая масса из-за полости внутри.

## Хорватские монеты
Венгерская революция стимулировала стремление к независимости в соседней Хорватии, однако цели хорватской революции вступили в полное противоречие с целями «мадьяризации», поэтому хорваты быстро отказались от идеи полной независимости от Австрии и поддержали её против венгров.
Хорватия к тому времени давно уже не чеканила собственные монеты, однако в связи с нехваткой мелких монет, которые обычно поступали из Вены, Торгово-промышленная палата Хорватии приняла решение 1 декабря 1848 года закупить оборудование для чеканки. Чеканились серебряные монеты (cvancika, немецкий цванцигер = 'двадцать крейцеров', известный под неформальным названием «гульден Елачича») и медные (križar, крейцер). Венское правительство не одобрило эту чеканку и направило в Хорватию собственные монеты, а временные монеты были постепенно изъяты из обращения.
| Изображение                                            | Изображение      | Номинал                 | Технические данные | Технические данные | Технические данные | Описание         | Описание                                                              | Описание                                                                                | Даты             |
| Аверс                                                  | Реверс           | Номинал                 | Диаметр            | Масса              | Состав             | Гурт             | Аверс                                                                 | Реверс                                                                                  | Год              |
| Оборотные монеты                                       | Оборотные монеты | Оборотные монеты        | Оборотные монеты   | Оборотные монеты   | Оборотные монеты   | Оборотные монеты | Оборотные монеты                                                      | Оборотные монеты                                                                        | Оборотные монеты |
| ------------------------------------------------------ | ---------------- | ----------------------- | ------------------ | ------------------ | ------------------ | ---------------- | --------------------------------------------------------------------- | --------------------------------------------------------------------------------------- | ---------------- |
|                                                        |                  | 1 крейцер               | 26,5 мм            | 9,6 г              | Cu                 |                  | TORJEDNA KRALJEVINA HERVAT·SLAV·DALM·3, малый герб с короной          | Номинал, год, знак монетного двора                                                      | 1849.            |
|                                                        |                  | 1 форинт (20 крейцеров) | 26,7 мм            | 9,32 г             | Ag                 |                  | POD·BANOM·JOSIPOM ·JELAČIĆEM·BUZIMSKIM·4, портрет Йосипа Елачича, год | USPOMENA·NARODJENJA ·JUGOSLAVJANSKE·SLOBODE·5 полумесяц рогами вверх со звездой над ним | 1848.            |
| Масштаб: 2,5 пиксела на фотографии соответствуют 1 мм. |                  |                         |                    |                    |                    |                  |                                                                       |                                                                                         |                  |

### Английский
- Dr. Unger Emil. Magyar éremhatározó. Ajtósi Dürer Kiadó, Budapest (1997). ISBN 963-8314-09-5
- Garami Erika. Pénztörténet. TAS Kiadó, Budapest (2007). ISBN 978-963-86705-4-0

### Немецкий
- Austria Netto Katalog Österreich — Münzkatalog 2008 (Münzen ab 1780 mit Banknoten ab 1759). Netto-Marktpreiskatalog «Austria», Wien (2008). ISBN 3-901678-97-2